# Carles Amengual Vicens
Carles Amengual Vicens (Selva (Mallorca), 1956) és un metge homeòpata, biòleg i estudiós de les plantes medicinals de les Illes Balears.
Llicenciat en Medicina i Cirurgia per la Universitat de Barcelona, en Biologia per la Universitat de les Illes Balears, en Humanitats per la Universitat Oberta de Catalunya, en Estudis d'Àsia Oriental per la Universitat Oberta de Catalunya, en Ciències Religioses per la Facultat de Teologia de Catalunya. Especialista en plantes medicinals per la Facultat de Farmàcia de Pisa. També és especialista en homeopatia i en medicina tibetana. Es va diplomar en acupuntura al China Medical College, i en medicina tradicional tibetana a la International Academy for Traditional Tibetan Medicine. Va fer la tesi doctoral "Flora medicinal de les Illes Balears". Ha estudiat la medicina tradicional i les plantes de diversos països. El seu camp de recerca és l'etnobotànica i l'estudi dels manuscrits antics de plantes medicinals.
Va ser President de la Fundació “Flora Medicinal Baleàrica” constituïda l'any 1999 i va ser impulsor de la Fira de les Herbes que se celebra anualment a Selva, La tesi es va publicar el 2021 amb el títol de Flora medicinal de les Illes Balears. Aquest llibre va ser reconegut amb el premi a la millor obra editada en els XXV Premis Nacionals d’Edició Universitària de la Unió d’Editorials Universitàries Espanyoles (UNE) i va ser guardonat amb el premi Joan Lluís Vives a la millor edició, convocat per la Xarxa Vives d’Universitats.

## L'estudi de les plantes medicinals de les Illes Balears
L'interès per les plantes medicinals, des del punt de vista científic i popular, ha estat una constant a les Balears. La tesi de Carles Amengual va estudiar les plantes medicinals amb l'objectiu de constituir un arxiu actualitzat i útil per a la recerca i el seu ús terapèutic. Amengual va elaborar una llista de 662 plantes medicinals, amb propietats terapèutiques, referenciades en la literatura científica i les va estudiar pels noms amb els quals són conegudes, la descripció botànica, l'hàbitat, les parts utilitzades, la composició química, l'acció farmacològica, l'ús terapèutic comparat amb les farmacopees vèdica, tibetana, xinesa, filipina, marroquí, mexicana i homeopàtica, i les referències en història, literatura i cultura popular i la bibliografia. Constatà que el 33 per cent (662 de 2006) de les plantes de les Balears estan referenciades com a medicinals, i que el 82 per cent (123 de 150) de les famílies de plantes baleàriques tenen components medicinals. Quant a les plantes endèmiques de les Illes Balears, el 29,8 per cent són endemismes medicinals (26 de 87). L'investigador va recollir un total de 3.626 noms en llengua catalana per a les 662 plantes medicinals estudiades i fins a 3.027 gloses i refranys en llengua catalana que s'hi refereixen.

## L'homeopatia
Introductor i primer director acadèmic del diploma de postgrau en medicina homeopàtica de la Universitat de Barcelona (1995-1999). Ha estat vicepresident i, posteriorment, president de la Acadèmia Mèdico Homeopàtica de Barcelona entre els anys 1991 i 1999, i de la Liga Medicorum Homeopathica Internationalis entre el 2001 i el 2004.

## Obres
- Medicina Homeopática. Barcelona: Libros Cúpula, 2007.
- Gloses i plantes medicinals. Palma: José J. de Olañeta, Editor,2000.
- Tradicions de les Illes Balears. Edicions de Turisme Cultura.
- L'hort de les rondalles mallorquines, Palma: Edicions Documenta Balear, 2017.- (Menjavents; 128).
- Flora medicinal de les Illes Balears. Palma: Universitat de les Illes Balears, 2021.
- Travessa en supervivència de la Serra de Tramuntana. Palma: Col·legi Oficial d'Aparelladors i Enginyers Tècnics de Mallorca, 2023.